# Lana Wood
Lana Wood, nata Svetlana Gurdin (Santa Monica, 1º marzo 1946), è un'attrice e produttrice televisiva statunitense, meglio conosciuta per aver interpretato il ruolo di Plenty O'Toole nel film di James Bond Agente 007 - Una cascata di diamanti.
È sorella della più celebre Natalie Wood.

## Biografia
Nacque da genitori russi immigrati negli Stati Uniti. Quando la sorella Natalie intraprese la carriera di attrice, il padre decise di cambiare il cognome di Natalie da Gurdin a Wood. Così come quando alla madre di Lana fu chiesto quale nome preferisse per i crediti della figlia nel film Sentieri selvaggi (1956), la donna decise per Wood. Dopo aver seguito la sorella in molti dei suoi film, Lana ottenne un ruolo come protagonista secondaria nella soap opera Peyton Place, interpretando il personaggio di Sandy Webber per più di 130 episodi. Nel 1970 posò per Playboy. L'anno seguente fu scritturata come protagonista nel film di James Bond Agente 007 - Una cascata di diamanti (1971), dove interpretò il ruolo di Plenty O'Toole.
Col passare degli anni si dedicò sempre di più alla televisione, prima come attrice poi come produttrice.

## Vita privata
Si sposò cinque volte: nel 1962 con Jack Wrather Jr. (matrimonio poi annullato), Karl Brent (1965-1966), Stephen Oliver (1967) e Richard Smedley (1973-1975). Dal matrimonio con Smedley ebbe la figlia Evan (1974-2017). L'ultimo matrimonio con Allan Balter terminò con il divorzio.

## Filmografia

### Cinema
- Sentieri selvaggi (The Seachers), regia di John Ford (1956)
- Signora di lusso (Five Finger Exercise), regia di Daniel Mann (1962)
- The Fool Killer, regia di Servando Gonzalez (1965)
- The Girls on the Beach, regia di William N. Witney (1965)
- For Singles Only, regia di Arthur Dreifuss (1968)
- Paradiso nero (Scream Free!), regia di Bill Brame (1969)
- Laugh In - serie TV, 1 episodio (1969)
- Agente 007 - Una cascata di diamanti (Diamonds Are Forever), regia di Guy Hamilton (1971), Plenty O'Toole
- A Place Called Today, regia di Don Schain (1972)
- Chi è Black Dahlia? (Who Is the Black Dahlia?), regia di Joseph Pevney (1975) - film TV
- Speed Interceptor III (Speedtrap), regia di Earl Bellamy (1977)
- Aquila grigia il grande capo dei Cheyenne (Grayeagle), regia di Charles B. Pierce (1977)
- Satan's Mistress, regia di James Polakof (1982)
- Wild Michigan (2008)
- The Book of Ruth: Journey of Faith, regia di Stephen Patrick Walker (2009)
- Last Wish (2010, cortometraggio)
- When Happy Met Froggie (2011)
- Deadly Possessions (2016)
- Subconscious Reality, regia di Mark Byrne (2016)

### Televisione
- Have Gun - Will Travel – serie TV, episodio 1x27 (1958)
- Peyton Place – soap opera, 80 puntate (1966-1968)
- Bonanza – serie TV, episodio 9x07 (1967)
- Selvaggio west (The Wild Wild West) – serie TV, episodi 3x02-4x23 (1967-1969)
- Squadra speciale anticrimine (The Felony Squad) – serie TV, episodio 3x13 (1968)
- Fantasilandia (Fantasy Island) – serie TV, episodio 1x15 (1978)
- Starsky & Hutch – serie TV, episodi 1x20-4x16 (1976-1979)

## Doppiatrici italiane
- Fiorella Betti in Agente 007 - Una cascata di diamanti
- Isabella Pasanisi in Starsky & Hutch (ep. 1x20)
- Anna Rita Pasanisi in Starsky & Hutch (ep. 4x16)
- Vanna Busoni in Capitol